# Erik Blumenfeld
Erik Bernhard Blumenfeld (ur. 12 marca 1915 w Hamburgu, zm. 10 kwietnia 1997 tamże) – niemiecki polityk, przedsiębiorca i działacz gospodarczy, deputowany Bundestagu i poseł do Parlamentu Europejskiego I i II kadencji.

## Życiorys
Syn żydowskiego handlarza węglem, konwertyty na chrześcijaństwo Ernsta Blumenfelda (zm. 1927) oraz Dunki Ebby (zm. 1946), wczesne dzieciństwo spędził w Danii. W 1933 skończył szkołę z internatem w Salem, następnie do 1935 kształcił się w zakresie handlu i języka w Wielkiej Brytanii. W latach 1935–1939 studiował inżynierię górnictwa i metalurgii na Uniwersytecie Technicznym w Berlinie (uniemożliwiono mu ich skończenie), w 1938 wszedł w skład zarządu rodzinnego przedsiębiorstwa Norddeutsche Kohlen- und Cokes-Werke AG. Od 1939 do 1940 walczył w Wehrmachcie, skąd został zwolniony ze względu na żydowskie korzenie. W grudniu 1942 został aresztowany, następnie trafił do obozu koncentracyjnego Auschwitz-Birkenau (w październiku 1943 przeniesiony do KL Buchenwald). Został uwolniony w sierpniu 1944 ze względu na znajomości matki z Felixem Kerstenem, masażystą Heinricha Himmlera, poddano go jednak sterylizacji. W styczniu 1945 ponownie aresztowany pod zarzutem ukrywania Żyda, w kwietniu 1945 uciekł z aresztu i ukrywał się w domu prawnika jego rodziny, Gerda Buceriusa.
Po wojnie zajął się prowadzeniem rodzinnego biznesu, zajmując się transportem morskim i sprowadzaniem węgla i stając się jednym z największych niemieckich importerów tego surowca. Od 1946 do 1955 pełnił funkcję wiceprezesa izby handlowej w Hamburgu, kierował także komitetami zajmującymi się współpracą międzynarodową z Wielką Brytanią i Stanami Zjednoczonymi. W 1946 należał do 30-osobowej komisji denazyfikacyjnej w brytyjskiej strefie okupacyjnej. W 1946 wstąpił do Unii Chrześcijańsko-Demokratycznej, działał w jej proamerykańskim skrzydle niechętnym polityce Konrada Adenauera. Od 1955 do 1968 kierował strukturami CDU w Hamburgu, a od 1953 do 1954 szefował lokalnemu sojuszowi wyborczemu CDU-FDP-DP Hamburg-Block. W latach 1946–1955, 1966–1970 i 1978–1979 zasiadał w Zgromadzeniu Obywatelskim Hamburga, w 1946 był krótko senatorem ds. transportu we władzach tego miasta. Trzykrotnie ubiegał się też o prezydenturę Hamburga.
W 1961 po raz pierwszy wybrany do Bundestagu, którego członkiem pozostał do 1980. Zasiadał ponadto w zgromadzeniu Unii Zachodnioeuropejskiej oraz Zgromadzeniu Parlamentarnym NATO. Od 1973 należał do Parlamentu Europejskiego, w 1979 i 1984 wybierany w wyborach bezpośrednich. Należał do Europejskiej Partii Ludowej. W kolejnych latach zasiadał w zarządach przedsiębiorstw. Kierował towarzystwem przyjaźni niemiecko-izraelskiej, angażował się także w dialog polsko-niemiecki.

## Życie prywatne
Trzykrotnie żonaty, zawarł związki małżeńskie z artystką Sibylle Brügelmann (1946), Szwajcarką Ursula Roelli (1962) oraz prawnik Brigitte Lichtenauer-Blumenfeld (1987). Był bliskim znajomym Axela Springera i Marion Dönhoff, która przez siedem lat mieszkała w jego domu.

## Odznaczenia
W 1968 otrzymał Orderu Zasługi Republiki Federalnej Niemiec, odmówił jego przyjęcia zgodnie z hamburską tradycją; ostatecznie w 1989 odznaczony Wielkim Krzyżem Zasługi tego orderu. Wyróżniony doktoratami honoris causa Uniwersytetu Ben Guriona (1980) i Izraelskiego Instytutu Technicznego Technion w Hajfie (1992). Jego imieniem nazwano jeden z placów Hamburga, zaś w 2009 ustanowiono medal jego imienia przyznawany przez CDU.